# Ріверсайд (округ Гарфорд, Меріленд)
Ріверсайд (англ. Riverside) — переписна місцевість (CDP) в США, в окрузі Гарфорд штату Меріленд. Населення — 7021 особа (2020).

## Географія
Ріверсайд розташований за координатами 39°28′52″ пн. ш. 76°14′23″ зх. д. / 39.48111° пн. ш. 76.23972° зх. д. (39.481247, -76.239704).  За даними Бюро перепису населення США в 2010 році переписна місцевість мала площу 6,07 км², з яких 6,04 км² — суходіл та 0,03 км² — водойми.

## Демографія
Згідно з переписом 2010 року, у переписній місцевості мешкало 6425 осіб у 2470 домогосподарствах у складі 1581 родини. Густота населення становила 1058 осіб/км².  Було 2579 помешкань (425/км²).
Расовий склад населення:
| - 65,4 % — білих - 24,8 % — чорних або афроамериканців - 3,7 % — азіатів - 0,6 % — корінних американців - 1,6 % — осіб інших рас |

До двох чи більше рас належало 3,9 %. Частка іспаномовних становила 6,4 % від усіх жителів.
За віковим діапазоном населення розподілялося таким чином: 25,9 % — особи молодші 18 років, 68,1 % — особи у віці 18—64 років, 6,0 % — особи у віці 65 років та старші. Медіана віку мешканця становила 32,4 року. На 100 осіб жіночої статі у переписній місцевості припадало 93,9 чоловіків;  на 100 жінок у віці від 18 років та старших — 88,9 чоловіків також старших 18 років.
Середній дохід на одне домашнє господарство  становив 85 964 долари США (медіана — 74 981), а середній дохід на одну сім'ю — 97 916 доларів (медіана — 89 491). Медіана доходів становила 60 573 долари для чоловіків та 46 444 долари для жінок. За межею бідності перебувало 7,6 % осіб, у тому числі 10,4 % дітей у віці до 18 років та 0,0 % осіб у віці 65 років та старших.
Цивільне працевлаштоване населення становило 3787 осіб. Основні галузі зайнятості: освіта, охорона здоров'я та соціальна допомога — 18,4 %, роздрібна торгівля — 14,9 %, науковці, спеціалісти, менеджери — 12,6 %, публічна адміністрація — 12,0 %.